# Pastorets de Valls
La representació dels Pastorets és a càrrec del Grup del Teatre Principal i constitueix un dels grans clàssics de les celebracions del Nadal a Valls. Va adreçada especialment als públics familiars. Precisament el treball vallenc sobre el teatre popular en els anys cinquanta i seixanta del segle XX fou clau per a l'actualització de la manera de fer Pastorets a Catalunya, i marcà la pauta en el ressorgiment d'aquest espectacle nadalenc, molt especialment a les comarques de Tarragona. El GTP és l'hereu del grup de teatre de la Congregació Mariana, predecessor seu en la representació nadalenca amb la versió titulada La flor de Nadal, text de Francesc d'Assís Picas (1954). Aquesta peça es representà a Valls per primer cop el 1957, i posteriorment va comptar amb afegits procedents de l'obra nadalenca de Josep Maria de Sagarra i de fragments creats per l'autor local Gabriel Guasch Secall referents a les escenes bíbliques.
Amb anterioritat Valls havia comptat amb altres textos de Pastorets, majoritàriament la versió de Josep Maria Folch i Torres titulada Els pastorets o l'adveniment de l'Infant Jesús (1916), que també va sumar diferents additaments.
Els pastors protagonistes reben els noms de Garrafó i Fredolic i condueixen l'espectacle entre escenes bíbliques i d'altres de còmiques. Llueixen barretines morades, color propi del Camp de Tarragona. Els dimonis, liderats per Satanàs i per Llucifer, constitueixen algunes de les escenes més esperades. Alguns dels versos i parlaments ironitzen sobre la política, la societat i la vida local. Una de les particularitats més notables és el fet de ser acompanyats amb música interpretada en directe per una petita orquestrina. Bona part de les escenes compten amb cançons, especialment en les intervencions dels dimonis. El músic vallenc Josep Gelambí (1913-1991) fou l'adaptador de moltes de les tonades que encara s'interpreten en l'actualitat, que havien estat interpretades per la formació local Orquestra Marabú des del 1941, i durant una bona pila d'anys.
El desembre de 2014 el Grup del Teatre Principal de Valls va enregistrar en un DC les tonades musicals que s'executen actualment.
Els Pastorets a Valls també compleixen la funció d'escola teatral, i cada any hi participen una vuitantena de persones. Aquestes acostumen a renovar anualment, fins i tot en el cas dels papers principals de l'obra. Es titulen Els Pastorets Principals de Valls.